# Surtees TS14
La  Surtees TS14 fu una vettura di Formula 1 che venne fatta esordire dalla scuderia inglese nella parte finale della stagione 1972 e fu utilizzata anche nell'annata successiva nella versione TS14A. Progettata dallo stesso John Surtees, veniva spinta dal motore Ford Cosworth DFV, montato su una monoscocca di alluminio. Fu dotata di cambio Hewland FG400 e pneumatici Firestone. 
Esordì nel Gran Premio d'Italia 1972 guidata dal titolare Surtees e corse anche il GP degli Stati Uniti con Tim Schenken.

## Versione TS14A
Corse la stagione 1973 con Hailwood, Pace e Mass. Ottenne come miglior risultato il terzo posto con Pace in Austria nel 1973. Nello stesso Gran Premio il pilota brasiliano fece segnare il giro più veloce in gara, bissando l'impresa ottenuta poco tempo prima in Germania.

## Risultati in Formula 1
| Anno | Team         | Motore                   | Gomme | Piloti   |  |  |  |  |  |  |  |  |  |     |  |     | Punti | Pos. |
| ---- | ------------ | ------------------------ | ----- | -------- |  |  |  |  |  |  |  |  |  | --- |  | --- | ----- | ---- |
| 1972 | Team Surtees | Ford Cosworth DFV 3.0 V8 | F     | Surtees  |  |  |  |  |  |  |  |  |  | Rit |  | NP  | 18    | 5º   |
| 1972 | Team Surtees | Ford Cosworth DFV 3.0 V8 | F     | Schenken |  |  |  |  |  |  |  |  |  |     |  | Rit | 18    | 5º   |

| Anno | Team                                      | Motore                   | Gomme | Piloti   |     |     |     |     |     |     |     |     |     |     |    |    |   |   |     | Punti | Pos. |
| ---- | ----------------------------------------- | ------------------------ | ----- | -------- | --- | --- | --- | --- | --- | --- | --- | --- | --- | --- | -- | -- | - | - | --- | ----- | ---- |
| 1973 | Brooke Bond Oxo Team Surtees Team Surtees | Ford Cosworth DFV 3.0 V8 | F     | Hailwood | Rit | Rit | Rit | Rit | Rit | 8   | Rit | Rit | Rit | Rit | 14 | 10 | 7 | 9 | Rit | 7     | 7º   |
| 1973 | Brooke Bond Oxo Team Surtees Team Surtees | Ford Cosworth DFV 3.0 V8 | F     | Pace     | Rit | Rit | Rit | Rit | 8   | Rit | 10  | 13  | Rit | 7   | 4  | 3  |   |   | Rit | 7     | 7º   |
| 1973 | Brooke Bond Oxo Team Surtees Team Surtees | Ford Cosworth DFV 3.0 V8 | F     | Mass     |     |     |     |     |     |     |     |     | Rit |     | 7  |    |   |   | Rit | 7     | 7º   |

| Legenda | 1º posto     | 2º posto | 3º posto    | A punti         | Senza punti/Non class.  | Grassetto – Pole position Corsivo – Giro più veloce |
| Legenda | Squalificato | Ritirato | Non partito | Non qualificato | Solo prove/Terzo pilota | Grassetto – Pole position Corsivo – Giro più veloce |